# Інгвар Стадгейм
Інгвар Стадгейм (норв. Ingvar Stadheim, нар. 9 лютого 1951) — норвезький футболіст, що грав на позиції півзахисника. По завершенні ігрової кар'єри — тренер.
Виступав за клуб «Согндал».

## Ігрова кар'єра
У дорослому футболі дебютував 1968 року виступами за команду клубу «Согндал», кольори якої і захищав протягом усієї своєї кар'єри гравця, що тривала одинадцять років. 

## Кар'єра тренера
Розпочав тренерську кар'єру невдовзі по завершенні кар'єри гравця, 1979 року, очоливши тренерський штаб того ж «Согндала».
В подальшому також очолював «Конгсвінгер» та молодіжну збірну Норвегії.
Останнім місцем тренерської роботи була збірна Норвегії, головним тренером якої Інгвар Стадгейм був до 1990 року.